# Carlo Ludovico d'Asburgo-Lorena (arciduca 1918)
Carlo Ludovico d'Asburgo-Lorena (nome completo in tedesco Carl Ludwig Maria Franz Joseph Michael Gabriel Antonius Robert Stephan Pius Gregor Ignatius Markus d'Aviano; Baden bei Wien, 10 marzo 1918 – Bruxelles, 11 dicembre 2007) è stato un arciduca austriaco.

## Biografia

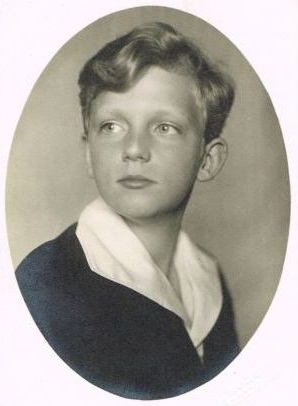

L'arciduca Carlo era il quinto figlio di Carlo I d'Austria e della principessa Zita di Borbone-Parma. Tuttavia nel 1918, alla conclusione della prima guerra mondiale, le potenze vincitrici imposero l'esilio degli Asburgo e la costituzione della repubblica austriaca. Il Regno apostolico d'Ungheria riuscì invece a salvaguardarsi. Tuttavia i franco-britannici impedirono agli Asburgo di recarsi in Ungheria a riottenere la corona, sicché l'Ungheria rimase un Regno con trono vacante sino alla seconda guerra mondiale, sotto la reggenza dell'ammiraglio Miklós Horthy.
I britannici decisero di segregare l'imperatore Carlo e la sua famiglia nell'isola di Madera. La famiglia di Carlo passò gli anni a seguire in Svizzera e nell'isola portoghese di Madera, dove il padre morì nel 1922, facendo divenire il fratello Ottone pretendente al trono all'età di 10 anni. Nel frattempo, il Parlamento austriaco aveva ratificato l'esilio per la dinastia degli Asburgo e aveva provveduto a confiscarne tutte le proprietà ufficiali (Habsburgergesetz, 3 aprile 1919).
Durante la seconda guerra mondiale, Carlo e suo fratello Felice furono volontari per servire nel Battaglione di Fanteria 101 statunitense, noto come il "Battaglione gratuito Austria". Tuttavia, il battaglione venne sciolto quando un certo numero di volontari ebrei esiliati, che costituivano la maggioranza della forza in ultima analisi, rifiutò di confermare il loro arruolamento.
Si sposò a Belœil il 17 gennaio 1950 con la principessa Yolande de Ligne (1923-2023). 
Carlo è stato sepolto accanto alla madre Zita nella Cripta dei Cappuccini a Vienna.

## Discendenza
Carlo Ludovico d'Asburgo-Lorena e Yolande de Ligne ebbero quattro figli:
- Arciduca Rudolf (1950) sposò Marie Hélène de Villenfagne de Vogelsanck (otto bambini, incluso Johannes d'Asburgo-Lorena, sacerdote nella Fraternità Eucharistein);
- Arciduchessa Alexandra (1952) sposò Héctor Contreras Riesle;
- Arciduca Carl Christian (1954) sposò la principessa Maria Astrid di Lussemburgo;
- Arciduchessa Maria Constanza (1957) sposò Franz Josef, principe di Auersperg-Trautson.

## Ascendenza
|                                   |                    |                                           | Genitori                                    |  |  | Nonni |  |  | Bisnonni                        |  |  | Trisnonni                        |  |
|                                   |                    |                                           |                                             |  |  |       |  |  | Carlo Ludovico d'Asburgo-Lorena |  |  | Francesco Carlo d'Asburgo-Lorena |  |
|                                   |                    |                                           |                                             |  |  |       |  |  | Carlo Ludovico d'Asburgo-Lorena |  |  | Francesco Carlo d'Asburgo-Lorena |  |
|                                   |                    | Sofia di Baviera                          |                                             |  |  |       |  |  | Carlo Ludovico d'Asburgo-Lorena |  |  |                                  |  |
| Ottone Francesco d'Asburgo-Lorena |                    |                                           |                                             |  |  |       |  |  | Carlo Ludovico d'Asburgo-Lorena |  |  |                                  |  |
|                                   |                    | Maria Annunziata di Borbone-Due Sicilie   | Ferdinando II delle Due Sicilie             |  |  |       |  |  |                                 |  |  |                                  |  |
|                                   |                    | Maria Annunziata di Borbone-Due Sicilie   | Ferdinando II delle Due Sicilie             |  |  |       |  |  |                                 |  |  |                                  |  |
|                                   |                    | Maria Annunziata di Borbone-Due Sicilie   | Maria Teresa d'Asburgo-Teschen              |  |  |       |  |  |                                 |  |  |                                  |  |
| Carlo I d'Austria                 |                    | Maria Annunziata di Borbone-Due Sicilie   |                                             |  |  |       |  |  |                                 |  |  |                                  |  |
|                                   |                    | Giorgio di Sassonia                       | Giovanni di Sassonia                        |  |  |       |  |  |                                 |  |  |                                  |  |
|                                   |                    | Giorgio di Sassonia                       | Giovanni di Sassonia                        |  |  |       |  |  |                                 |  |  |                                  |  |
|                                   |                    | Giorgio di Sassonia                       | Amalia Augusta di Baviera                   |  |  |       |  |  |                                 |  |  |                                  |  |
| Maria Giuseppina di Sassonia      |                    | Giorgio di Sassonia                       |                                             |  |  |       |  |  |                                 |  |  |                                  |  |
|                                   |                    | Maria Anna Ferdinanda di Braganza         | Ferdinando II del Portogallo                |  |  |       |  |  |                                 |  |  |                                  |  |
|                                   |                    | Maria Anna Ferdinanda di Braganza         | Ferdinando II del Portogallo                |  |  |       |  |  |                                 |  |  |                                  |  |
|                                   |                    | Maria Anna Ferdinanda di Braganza         | Maria II del Portogallo                     |  |  |       |  |  |                                 |  |  |                                  |  |
| Carlo Ludovico d'Asburgo-Lorena   |                    | Maria Anna Ferdinanda di Braganza         |                                             |  |  |       |  |  |                                 |  |  |                                  |  |
|                                   | Carlo III di Parma | Carlo II di Parma                         |                                             |  |  |       |  |  |                                 |  |  |                                  |  |
|                                   | Carlo III di Parma | Carlo II di Parma                         |                                             |  |  |       |  |  |                                 |  |  |                                  |  |
|                                   | Carlo III di Parma | Maria Teresa di Savoia                    |                                             |  |  |       |  |  |                                 |  |  |                                  |  |
| Roberto I di Parma                | Carlo III di Parma |                                           |                                             |  |  |       |  |  |                                 |  |  |                                  |  |
|                                   |                    | Luisa Maria di Borbone-Francia            | Carlo di Borbone-Francia                    |  |  |       |  |  |                                 |  |  |                                  |  |
|                                   |                    | Luisa Maria di Borbone-Francia            | Carlo di Borbone-Francia                    |  |  |       |  |  |                                 |  |  |                                  |  |
|                                   |                    | Luisa Maria di Borbone-Francia            | Carolina di Borbone-Due Sicilie             |  |  |       |  |  |                                 |  |  |                                  |  |
| Zita di Borbone-Parma             |                    | Luisa Maria di Borbone-Francia            |                                             |  |  |       |  |  |                                 |  |  |                                  |  |
|                                   |                    | Michele del Portogallo                    | Giovanni VI del Portogallo                  |  |  |       |  |  |                                 |  |  |                                  |  |
|                                   |                    | Michele del Portogallo                    | Giovanni VI del Portogallo                  |  |  |       |  |  |                                 |  |  |                                  |  |
|                                   |                    | Michele del Portogallo                    | Carlotta Gioacchina di Borbone-Spagna       |  |  |       |  |  |                                 |  |  |                                  |  |
| Maria Antonia di Braganza         |                    | Michele del Portogallo                    |                                             |  |  |       |  |  |                                 |  |  |                                  |  |
|                                   |                    | Adelaide di Löwenstein-Wertheim-Rosenberg | Costantino di Löwenstein-Wertheim-Rosenberg |  |  |       |  |  |                                 |  |  |                                  |  |
|                                   |                    | Adelaide di Löwenstein-Wertheim-Rosenberg | Costantino di Löwenstein-Wertheim-Rosenberg |  |  |       |  |  |                                 |  |  |                                  |  |
|                                   |                    | Adelaide di Löwenstein-Wertheim-Rosenberg | Agnese di Hohenlohe-Langenburg              |  |  |       |  |  |                                 |  |  |                                  |  |
|                                   |                    | Adelaide di Löwenstein-Wertheim-Rosenberg |                                             |  |  |       |  |  |                                 |  |  |                                  |  |

### Ascendenza patrilineare
La discendenza patrilineare di Carlo d'Asburgo-Lorena, cioè la sua ascendenza di padre in figlio, si ricollega alla Casa d'Asburgo-Lorena, che rivestì il titolo imperiale del Sacro Romano Impero dal 1780, con l'ascesa al trono imperiale di Giuseppe II, (in precedenza aveva solo il titolo di Re dei Romani) al 1809, e il titolo imperiale d'Austria dal 1809 al 1867 e il titolo imperiale d'Austria-Ungheria dal 1867 al 1918. Essa discende in linea maschile dai Duchi di Lorena, della Casa di Lorena-Vaudemònt e di Ardennes-Metz; queste a sua volta discendono dalla Casa dei Girardi, conti di Parigi nell'VIII secolo. Tale discendenza è la più antica in Europa insieme a quella dei Guelfi di Baviera, poi principi poi re di Hannover e, infine, re di Gran Bretagna fino al 1901. Di sotto viene riportata la discendenza dalla Casa d'Asburgo attraverso Maria Teresa d'Austria, la cui ascendenza patrilineare risale al V secolo.
1. Gerardo I di Parigi, (?-779), conte di Parigi, sposa Rotrude, forse figlia di Carlomanno, figlio di Carlo Martello
2. Leotardo I di Parigi, (?-813/816), conte di Parigi
3. Adelardo I di Parigi, (?-ca.865), siniscalco di Ludovico il Pio, conte di Parigi
4. Adelardo di Metz, (?-890), conte di Metz
5. Gerardo I di Metz, (?-910), conte di Metz
6. Goffredo, conte palatino di Lotaringia, sposa Oda di Sassonia, sorella di Enrico I di Sassonia
7. Goffredo I della Bassa Lorena, (?-964), conte di Hainaut dal 958 al 964 e vice-duca della Bassa Lorena dal 959 al 964
8. Gerardo II di Metz, (944-963), conte di Metz
9. Riccardo di Metz, (963-982), conte di Metz
10. Gerardo III di Metz, (982-1022), conte di Metz
11. Adalberto II di Metz, (1022-1033), conte di Metz
12. Gerardo IV di Metz, (1033-1045), conte di Metz e di Bouzonville
13. Gerardo di Lorena,(1047-1070), Duca dell'Alta Lorena
14. Teodorico II di Lorena, c. 1055 - 1115
15. Simone I di Lorena, c. 1080 - 1138; suo fratello più giovane Teodorico di Alsazia, d. c. 1168, Conte delle Fiandre, fu il capostipite in linea maschile della Casa delle Fiandre
16. Mattia I di Lorena, c. 1110 - 1176
17. Federico I di Lorena, c. 1140 - 1207
18. Federico II di Lorena, c. 1165 - 1213
19. Mattia II di Lorena, c. 1192 - 1251
20. Federico III di Lorena, c. 1230 - 1303
21. Teobaldo II di Lorena, c. 1260 - 1312
22. Federico IV di Lorena, 1282 - 1328
23. Rodolfo di Lorena, c. 1310 - 1346
24. Giovanni I di Lorena, 1346 - 1390
25. Federico I di Vaudemont, 1368 - 1415
26. Antonio di Vaudémont, c. 1395 - 1431
27. Federico II di Vaudémont, 1417 - 1470
28. Renato II di Lorena, 1451 - 1508
29. Antonio di Lorena, 1489 - 1544
30. Francesco I di Lorena, 1517 - 1545
31. Carlo III di Lorena, 1543 - 1608
32. Francesco II di Lorena, 1572 - 1632
33. Nicola II di Lorena, Cardinale, 1609 - 1679
34. Carlo V di Lorena, 1643 - 1690
35. Leopoldo di Lorena, 1679 - 1729
36. Francesco I di Lorena, 1708 - 1765
37. Leopoldo II d'Asburgo-Lorena, 1747 - 1792
38. Francesco II d'Asburgo-Lorena, 1768 - 1835
39. Francesco Carlo d'Asburgo-Lorena, 1802 - 1878
40. Carlo Ludovico d'Asburgo-Lorena, 1833 - 1896
41. Ottone Francesco d'Asburgo-Lorena, 1865 - 1906
42. Beato Carlo I d'Austria-Ungheria, 1887 - 1922
43. Otto d'Asburgo-Lorena Imperatore titolare d'Austria-Ungheria, 1922 - 2011

La discendenza da Gerard de Bouzonville è provata dal lavoro pubblicato dal genealogista portoghese Luís Paulo Manuel de Meneses de Melo Vaz de São Paio. Una ricostruzione alternativa della genealogia maschile porta invece alla Casa degli Eticonidi, già antenati in linea maschile della Casa d'Asburgo, e questo spiegherebbe l'appellativo d'Alsazia, dato a Gerardo di Lorena e ad Adalberto.